# Laccaria tetraspora
Laccaria tetraspora är en svampart som beskrevs av Singer 1947. Laccaria tetraspora ingår i släktet Laccaria och familjen Hydnangiaceae.   Inga underarter finns listade i Catalogue of Life.